# Allium joharchii
Allium joharchii är en amaryllisväxtart som beskrevs av Furkat Orunbaevich Khassanov och Memariani. Allium joharchii ingår i släktet lökar, och familjen amaryllisväxter.
Artens utbredningsområde är Iran. Inga underarter finns listade i Catalogue of Life.